# Scorpiops citadelle
Espèce
Synonymes
- Alloscorpiops citadelle Kovařík, 2013

Scorpiops citadelle est une espèce de scorpions de la famille des Scorpiopidae.

## Distribution
Cette espèce est endémique de Thaïlande. Elle se rencontre dans les provinces de Surat Thani et de Kanchanaburi.

## Description
Le mâle holotype mesure 52 mm et la femelle paratype 54,1 mm.

## Systématique et taxinomie
Cette espèce a été décrite sous le protonyme Alloscorpiops citadelle par Kovařík en 2013. Elle est placée dans le genre Scorpiops par Kovařík, Lowe, Stockmann et Šťáhlavský en 2020.

## Étymologie
Cette espèce est nommée en référence au livre Citadelle d'Antoine de Saint-Exupéry.

## Publication originale
- Kovařík, 2013 : « Alloscorpiops citadelle sp. n. from Thailand (Scorpiones: Euscorpiidae: Scorpiopinae). » Euscorpius, no 157, p. 1-9 (texte intégral).